# Cruciger lignatilis
Cruciger lignatilis är en svampart som beskrevs av R. Kirschner & Oberw. 1999. Cruciger lignatilis ingår i släktet Cruciger, klassen Agaricomycetes, divisionen basidiesvampar och riket svampar.   Inga underarter finns listade i Catalogue of Life.